# Nhoabe minetalis
Nhoabe minetalis is een vlinder uit de familie snuitmotten (Pyralidae). De wetenschappelijke naam van deze soort is voor het eerst geldig gepubliceerd in 2006 door Leraut.
De soort komt voor in tropisch Afrika.